# Turska česma na Klisu
Turska česma je česma iz vremena osmanske vlasti na Klisu.

## Opis
Česma se nalazi zapadno od tvrđave uz put koji iz „Varoša“ vodi u tvrđavu. Čitav prostor oko česme je zapravo jedan mali klanac između brda Greben i Klisa gdje često izviru veće količine vode i koji je oduvijek imao i svojevrsnu komponentu svetišta (reljef s prikazom ilirskog Silvana je sačuvan u litici 50-ak metara južnije, prema legendi tu je u srednjem vijeku bio samostan itd.). Česma je pravokutnog tlocrta s cisternom za kaptažu vode u stražnjem dijelu. Prednji dio je otvoren kao trijem i presvođen orijentalnim šiljastim svodom. U trijemu se nalaze tri jednostavno ukrašene niše orijentalnih karakteristika iz kojih izlazi voda. Iznad niša je ploča bez natpisa ( izgleda da nikada i nije bio uklesan). Uz bočne strane česme nekada su postojale i kamene klupe. Radi se o tipu tzv. mihrab česme (česme s nišama) i jedini je ovakav spomenik sačuvan kod nas.

## Zaštita
Pod oznakom Z-6450 zavedena je kao nepokretno kulturno dobro - pojedinačno, pravna statusa zaštićena kulturnog dobra, klasificirano kao "profana graditeljska baština".